# CNN Portugal
 (mars 2022).
La mise en forme du texte ne suit pas les recommandations de Wikipédia : il faut le « wikifier ».
Les points d'amélioration suivants sont les cas les plus fréquents :
- Les titres sont pré-formatés par le logiciel. Ils ne sont ni en capitales, ni en gras.
- Le texte ne doit pas être écrit en capitales (les noms de famille non plus), ni en gras, ni en italique, ni en « petit »…
- Le gras n'est utilisé que pour surligner le titre de l'article dans l'introduction, une seule fois.
- L'italique est rarement utilisé : mots en langue étrangère, titres d'œuvres, noms de bateaux, etc.
- Les citations ne sont pas en italique mais en corps de texte normal. Elles sont entourées par des guillemets français : « et ».
- Les listes à puces sont à éviter, des paragraphes rédigés étant largement préférés. Les tableaux sont à réserver à la présentation de données structurées (résultats, etc.).
- Les appels de note de bas de page (petits chiffres en exposant, introduits par l'outil «  Source ») sont à placer entre la fin de phrase et le point final[comme ça].
- Les liens internes (vers d'autres articles de Wikipédia) sont à choisir avec parcimonie. Créez des liens vers des articles approfondissant le sujet. Les termes génériques sans rapport avec le sujet sont à éviter, ainsi que les répétitions de liens vers un même terme.
- Les liens externes sont à placer uniquement dans une section « Liens externes », à la fin de l'article. Ces liens sont à choisir avec parcimonie suivant les règles définies. Si un lien sert de source à l'article, son insertion dans le texte est à faire par les notes de bas de page.
- La présentation des références doit suivre les conventions bibliographiques. Il est recommandé d'utiliser les modèles {{Ouvrage}}, {{Chapitre}}, {{Article}}, {{Lien web}} et/ou {{Bibliographie}}. Le mode d'édition visuel peut mettre en forme automatiquement les références.
- Insérer une infobox (cadre d'informations à droite) n'est pas obligatoire pour parachever la mise en page.

Pour une aide détaillée, merci de consulter Aide:Wikification.
Si vous pensez que ces points ont été résolus, vous pouvez retirer ce bandeau et améliorer la mise en forme d'un autre article.
CNN Portugal est une chaîne d'information continue par câble appartenant à Media Capital, détenu par le groupe de presse espagnol Prisa, lancée le 26 février 2009 sous le nom de TVI24. Le nom de la chaîne a été changé en CNN Portugal le 22 novembre 2021. Media Capital a conclu un accord de licence avec le réseau américain Cable News Network qui appartient actuellement à Warner Bros. Discovery.

## Histoire
Le 24 mai 2021, Media Capital et CNN se sont mis d'accord pour créer CNN Portugal. Le 26 juillet 2021, le site web de la chaîne a été lancé et le processus de recrutement pour former l'équipe a commencé.
Le 22 novembre 2021, à 21 h (heure d'Europe occidentale), les émissions de CNN Portugal ont officiellement commencé, remplaçant ainsi TVI24.

## Programmes
- Novo Dia
- CNN Hoje
- CNN Meio Dia
- CNN Prime Time
- Agora CNN
- CNN Fim de Tarde
- CNN Desporto
- Jornal da CNN
- CNN Sábado
- CNN Domingo

Mais aussi des programmes de CNN provenant des États-Unis, entre autres :
- Mostly Human with Laurie Segall
- World's Greatest Islands
- Sacred Journeys with Bruce Feiler
- Vital Signs with Dr Sanjay Gupta